# Antrophyum costatum
Antrophyum costatum är en kantbräkenväxtart som beskrevs av Cornelis Rugier Willem Karel van Alderwerelt van Rosenburgh. Antrophyum costatum ingår i släktet Antrophyum och familjen Pteridaceae. Inga underarter finns listade.